# ゲオルク・アウグスト・ツー・メクレンブルク
ゲオルク・アウグスト・ツー・メクレンブルク（独: Georg August zu Mecklenburg；露: Георг-Август Мекленбург-Стрелицкий, 1824年1月11日 - 1876年6月8日）は、ドイツのメクレンブルク＝シュトレーリッツ大公家の一員で、帝政ロシアの軍人。

## 生涯
メクレンブルク＝シュトレーリッツ大公ゲオルクとその妻でヘッセン＝カッセル＝ルンペンハイム方伯フリードリヒ（3世）の娘であるマリー・フォン・ヘッセン＝カッセルの間の第4子、次男として生まれた。全名はゲオルク・アウグスト・エルンスト・アドルフ・カール・ルートヴィヒ（Georg August Ernst Adolf Karl Ludwig）。メクレンブルク＝シュトレーリッツ大公フリードリヒ・ヴィルヘルムの弟である。

ゲオルク・アウグストの肖像画（イワン・クラムスコイ画、1876年）

1851年2月4日、ロシア皇帝ニコライ1世の弟ミハイル・パヴロヴィチ大公の娘であるエカチェリーナ・ミハイロヴナ大公女と結婚した。結婚後はロシア帝室の一員として遇され、ロシア軍に所属して陸軍少将の地位を与えられ、陸軍の兵器の近代化を推進した。
1876年6月20日にペテルブルクにて52歳で亡くなった。
死後の1918年、最後のメクレンブルク＝シュトレーリッツ大公アドルフ・フリードリヒ6世の自殺によって兄フリードリヒ・ヴィルヘルムの家系が途絶えた。その後三男ミハイルが家督を引き継いだことで、以降はゲオルク・アウグストの子孫がメクレンブルク＝シュトレーリッツ家の家長となっている。

## 子女
夫妻の間には4人の子女が生まれた。
- ニコラウス・ゲオルク・ミヒャエル・カール“ニコライ”（1854年）
- ヘレーネ・マリー・アレクサンドラ・エリーザベト・アウグステ・カロリーネ“エレナ”（1857年 - 1936年） - 1891年、ザクセン＝アルテンブルク公子アルベルトと結婚
- ゲオルク・アレクサンダー・ミヒャエル・フリードリヒ・ヴィルヘルム・フランツ・カール“ゲオルギー”（1859年 - 1909年）
- カール・ミヒャエル・ヴィルヘルム・アウグスト・アレクサンダー“ミハイル”（1863年 - 1934年） - メクレンブルク＝シュトレーリッツ大公家家長

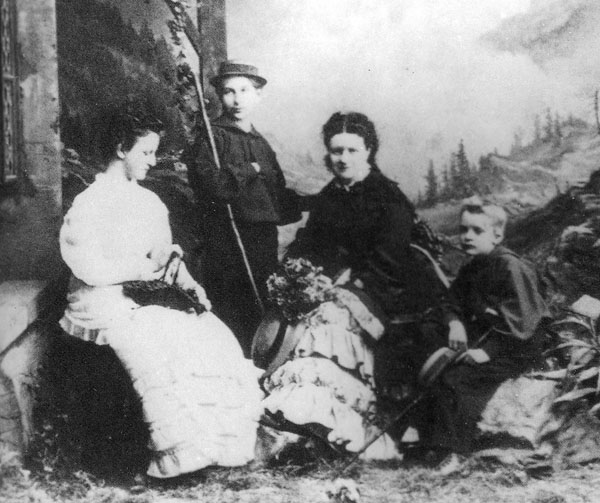
妻と3人の子ども達。左からエレナとゲオルギー、エカチェリーナにミハイル（1870年頃）